# Orthia augias
Orthia augias là một loài bướm đêm trong họ Noctuidae.